# Podkonice Duże (gromada)
Podkonice Duże – dawna gromada, czyli najmniejsza jednostka podziału terytorialnego Polskiej Rzeczypospolitej Ludowej w latach 1954–1972.
Gromady, z gromadzkimi radami narodowymi (GRN) jako organami władzy najniższego stopnia na wsi, funkcjonowały od reformy reorganizującej administrację wiejską przeprowadzonej jesienią 1954 do momentu ich zniesienia z dniem 1 stycznia 1973, tym samym wypierając organizację gminną w latach 1954–1972.
Gromadę Podkonice Duże siedzibą GRN w Podkonicach Dużych utworzono – jako jedną z 8759 gromad na obszarze Polski – w powiecie rawskim w woj. łódzkim, na mocy uchwały nr 37/54 WRN w Łodzi z dnia 4 października 1954. W skład jednostki weszły obszary dotychczasowych gromad Chociwek, Podkonice Duże, Podkonice Małe, Podkonice, Zubki i Zubki Duże ze zniesionej gminy Boguszyce, obszary dotychczasowych gromady Leopoldów ze zniesionej gminy Regnów oraz miejscowość Podkonice Miejskie z miasta Rawa Mazowiecka w tymże powiecie. Dla gromady ustalono 11 członków gromadzkiej rady narodowej.
Gromadę zniesiono 31 grudnia 1959, a jej obszar włączono do nowo utworzonej gromady Rawa Mazowiecka.